# Конгрес (Охајо)
Конгрес (енгл. Congress) град је у америчкој савезној држави Охајо.

## Демографија
По попису из 2010. године број становника је 185, што је 7 (-3,6%) становника мање него 2000. године.
| Група             | 2000.       | 2010.       |
| Белци             | 187 (97,4%) | 176 (95,1%) |
| Афроамериканци    | 0 (0,0%)    | 1 (0,5%)    |
| Азијати           | 0 (0,0%)    | 1 (0,5%)    |
| Хиспаноамериканци | 0 (0,0%)    | 5 (2,7%)    |
| Укупно            | 192         | 185         |